# Arctia obscura
Arctia obscura là một loài bướm đêm thuộc phân họ Arctiinae, họ Erebidae.